# 남산제비꽃
남산제비꽃(南山---)은 제비꽃과에 속하는 여러해살이풀이다. 서울 남산에서 처음 발견되어 남산제비꽃이라 한다.

## 이름
종소명(種小名) ‘chaerophylloides’는 ‘chaerophylla’ 종과 비슷하다는 뜻인데, 손바닥 모양으로 갈라진 잎을 뜻하는 ‘cheirophylla’를 잘못 기재한 것이라는 설이 있다. 한국어 이름에 붙은 남산도 어느 곳에 있는 남산인지 정확히 밝혀지지 않았다고 한다.

## 분포
러시아, 일본, 중국, 한국에 분포한다. 산지 뿐만 아니라 등산로 주변 등 매우 다양한 환경에서 자리 잡고 산다. 일본과 중국에서는 1000미터 이상의 높은 곳에서도 보이지만, 한국의 고산지대에서는 대개 볼 수 없다. 다만, 내륙 일부 산지와 한라산 등에서는 약간 높은 지대에서도 자란다.

## 생태
산의 응달에서 자라며 줄기가 없다. 환경과 지역에 따라 형태의 변이가 다양하다. 높이는 5~30센티미터쯤 된다. 잎은 뿌리에서 모여 나며 잎자루가 길고, 잎몸이 세 갈래로 갈라지고 양쪽 갈래가 다시 두 갈래로 갈라져서 5장으로 갈라진 것처럼 보이는데, 중앙맥까지 깊게 갈라져 잎 모양이 다른 제비꽃들과 확연히 다르다. 4~5월에 잎 사이에서 꽃줄기가 길게 나오며, 그 끝에 한 개씩 흰색 꽃이 핀다. 꽃잎은 5장인데, 아래쪽 가운데 꽃잎에 자주색 줄이 있다. 꽃의 향기가 아주 뛰어나며 강하다. 열매는 삭과이며 세모지거나, 길이 5~7밀리미터인 타원형이고 털이 없다.

## 비슷한 종
기본종은 태백제비꽃(Viola albida)이다. 태백제비꽃은 잎이 갈라지지 않는다. 북부 지방에서 자라는 간도제비꽃(Viola dissecta for. pubescens)이 남산제비꽃과 비슷한데, 학자에 따라서는 남산제비꽃의 기본종으로 보기도 한다. 간도제비꽃은 남산제비꽃과 잎 모양이 비슷하지만, 꽃이 보라색이다. 꽃의 형태가 유사한 단풍제비꽃(Viola albida var. takahashii Nakai)도 있다. 단풍제비꽃도 잎이 잘게 갈라지지만, 소엽을 형성하지 않는 점이 다르다.

### 잡종
남산제비꽃과 다른 제비꽃과의 잡종 현상은 자생지에서 매우 다양하게 발견된다. 이들을 새로운 종으로 취급하기도 하지만 분류학적 재검토가 필요하다.
- 우산제비꽃(Viola woosanensis Y. Lee & J. Kim) : 남산제비꽃과 뫼제비꽃의 교잡종이며, 울릉도에서 자란다.
- 화엄제비꽃(Viola ibukiana Makino) : 남산제비꽃과 자주잎제비꽃 또는 민둥뫼제비꽃의 교잡종이며, 화엄사 근처에서 자란다.
- 창덕제비꽃(Viola palatina Y. Lee) : 남산제비꽃과 왜제비꽃의 교잡종이며, 창덕궁에서 자란다.
- 완산제비꽃(Viola wansanensis Y. Lee) : 남산제비꽃과 제비꽃의 교잡종이며, 완산에서 자란다.
- 제주제비꽃(Viola chejuensis Y. Lee & Y. Oh) : 남산제비꽃과 털제비꽃의 교잡종이며, 제주도에서 자란다.

## 쓰임새
한방에서 뿌리째 캔 줄기를 정독초(靜毒草)라 하여 약으로 쓰는데 열을 내리고, 어혈을 풀어주며, 독을 없애고 염증을 가라앉히는 효능이 있다.

## 사진

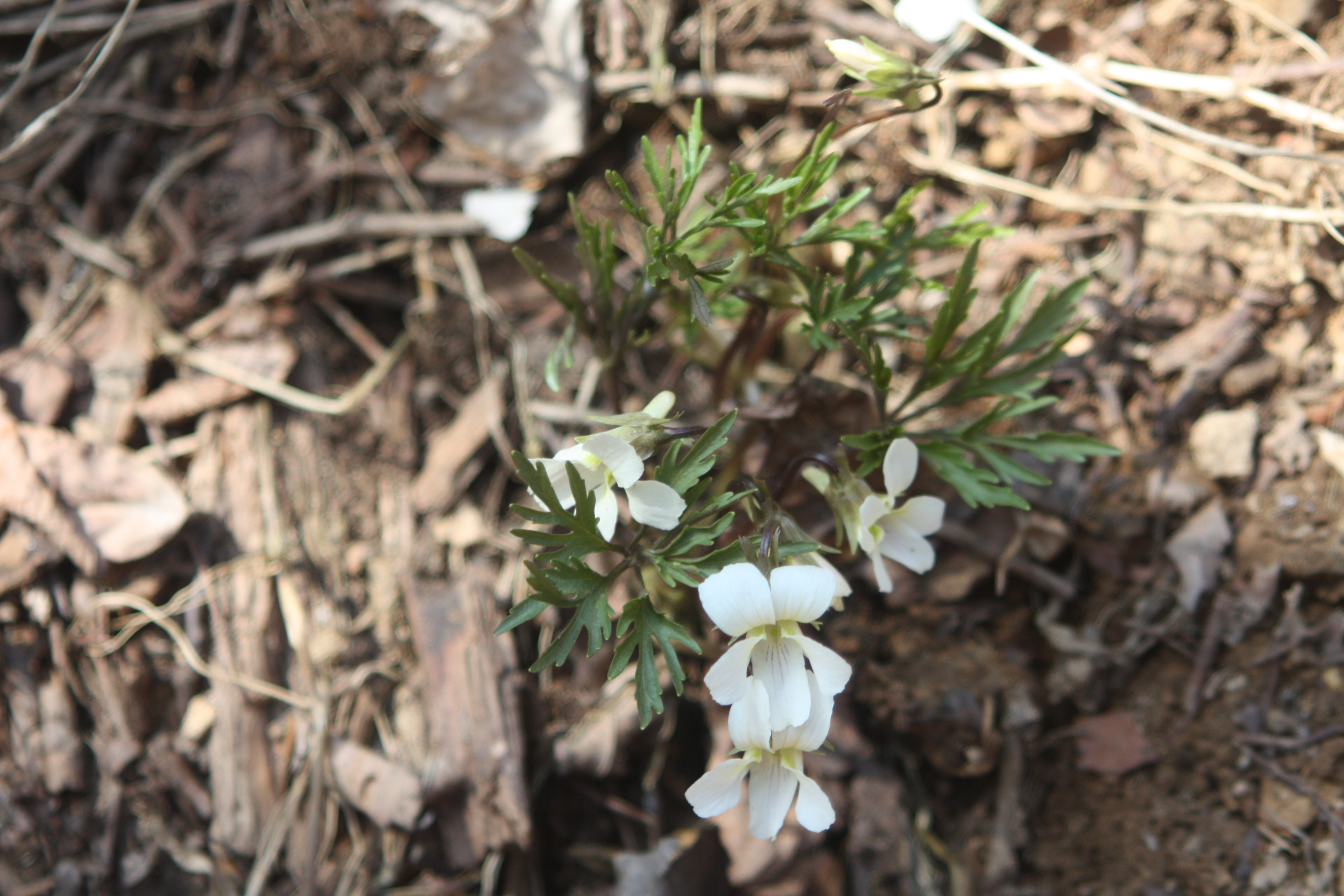
꽃
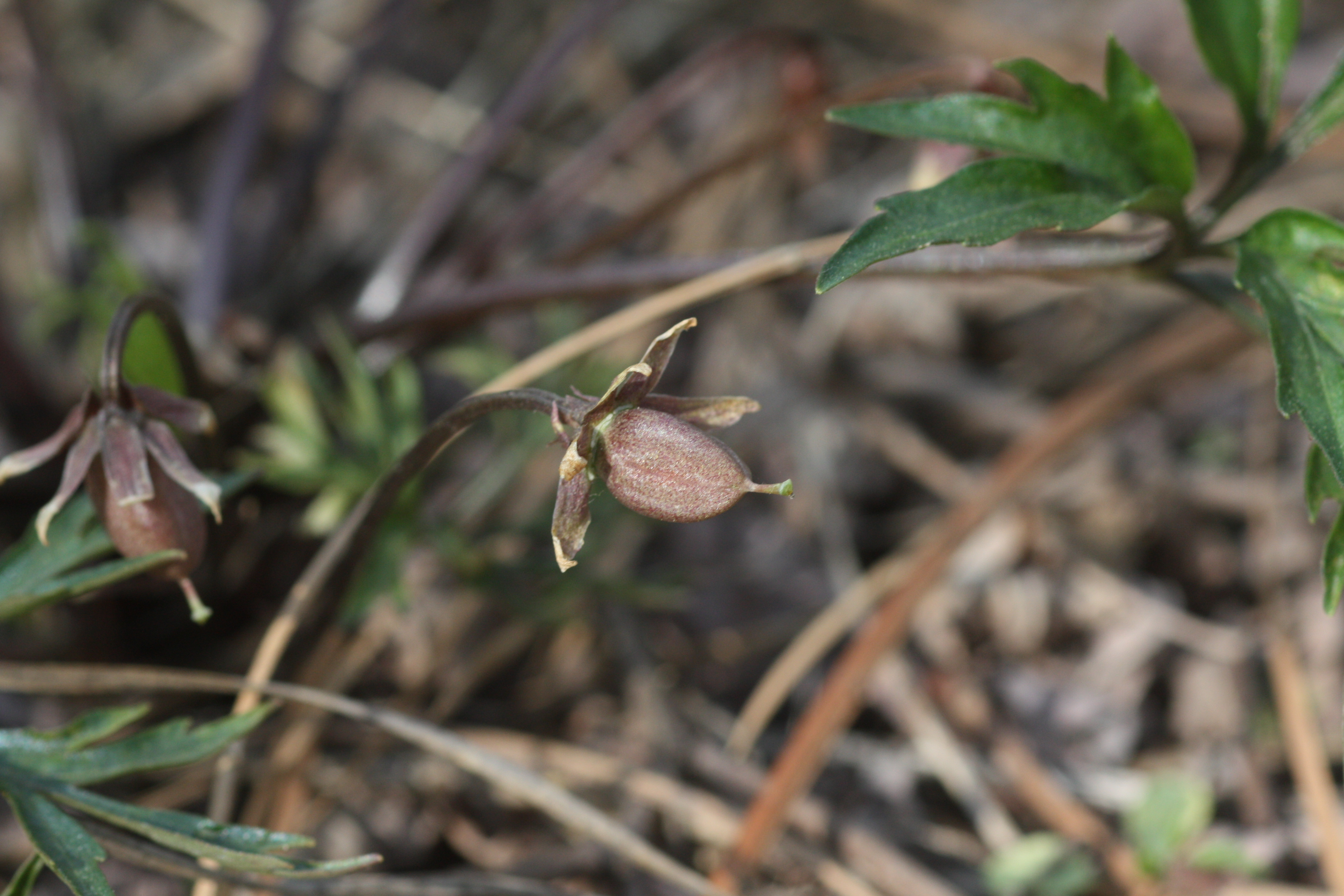
열매
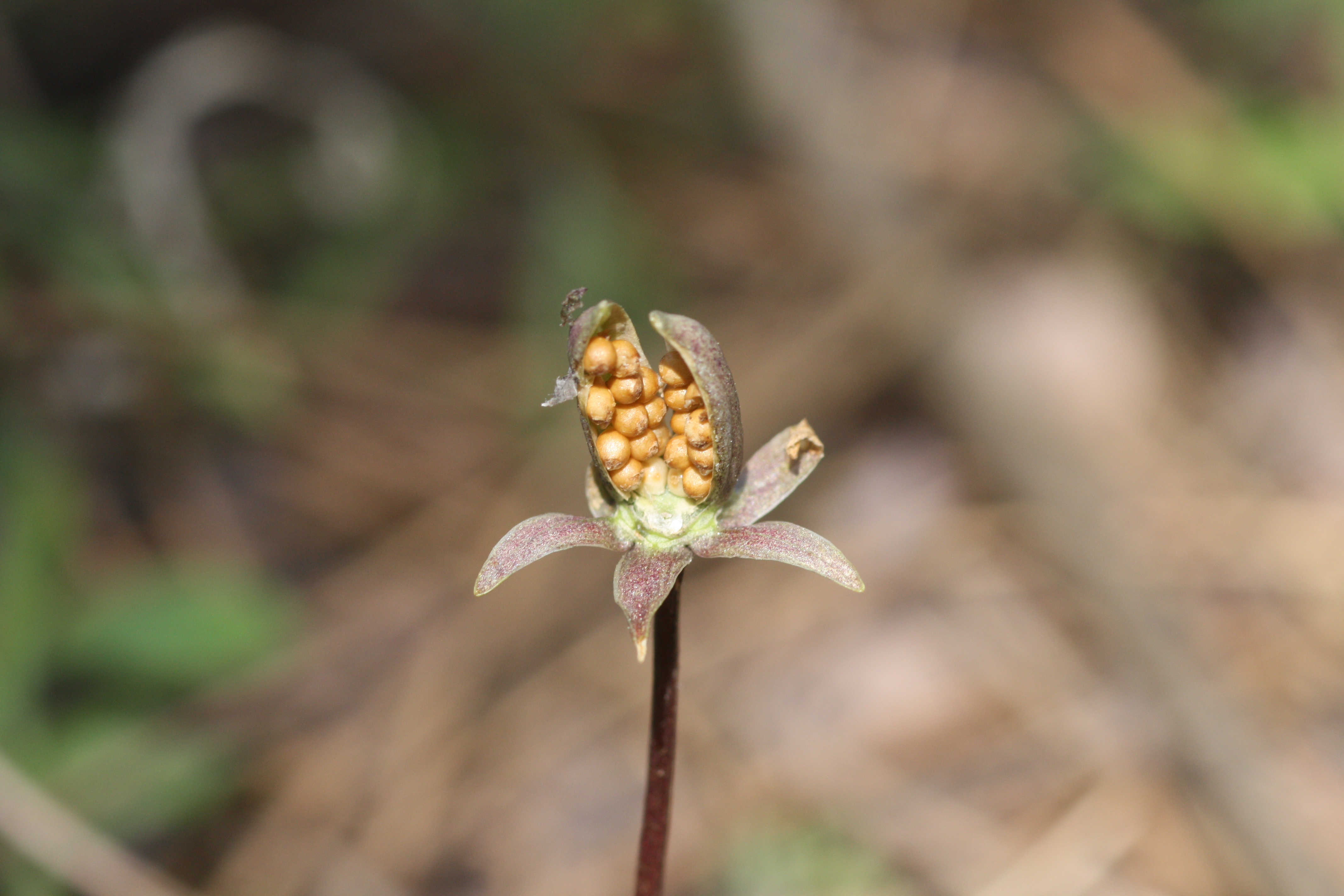
씨